# Charles Gavan Power
Charles Gavan »Chubby« Power, MC, PC, kanadski politik in hokejist, * 18. januar 1888, Sillery, Quebec, Kanada, † 30. maj 1968.
Powerjev oče William Power je bil prav tako parlamentarni poslanec iz Quebeca, upokojil se je leta 1917. Charles Power je imel dva brata, Jamesa in Joeja, oba sta bila profesionalna hokejista.

## Hokejska kariera
Power je igral hokej na ledu, medtem ko je študiral pravo. Od 1906 je zastopal barve kluba Quebec Bulldogs v ligi Eastern Canada Amateur Hockey Association. Bil je znan kot spreten strelec, med drugim je na neki tekmi leta 1908 zadel 4 gole, na neki drugi tekmi iz leta 1909 pa je bil uspešen 5-krat. 

## Politična kariera
V politiko je vstopil leta 1917, potem ko je bil ranjen med bitko na Somi. Prejel je tudi vojaški križec za hrabrost med vojaškimi operacijami. 
Leta 1935 je postal minister za pokojnine in narodno zdravje v liberalnem kabinetu premierja Williama Lyona Mackenzieja Kinga. 
Med drugo svetovno vojno je deloval kot minister za zračno obrambo in je bil odgovoren za razširitev kanadske vojaške letalske službe Royal Canadian Air Force. Zaradi nasprotovanja vojaškemu naboru je moral odstopiti med naborno krizo 1944. Na liberalni konvenciji leta 1948 je skušal naslediti Kinga na mestu predsednika stranke, a je pristal na skromnem tretjem mestu. 
Leta 1955 se je upokojil od Kanadskega spodnjega doma parlamenta. Istega leta je bil tudi izvoljen v Kanadski senat, kot senator je deloval vse do svoje smrti leta 1968. Njegov vnuk Lawrence Cannon je bil leta 2006 na listi konzervativcev izvoljen v Kanadski spodnji dom parlamenta. 